# Камера змішування

Камера змішування мішалки типу "Турботрон". Приклад моделювання. Комп'ютерна модель поля швидкостей пульпи в мішалці. Система Flow Simulation програмного середовища SolidWorks

Камера змішування – резервуар, призначений для змішування компонент, напр. рідини і твердої речовини, гідросуміші корисних копалин та реагентів в процесах збагачування тощо. 
Приклад камери змішування - контактний чан. Інший приклад - робоча камера мішалки Турботрон.